# Hessischer Rundfunk
Hessischer Rundfunk (hr) este o companie publică de radio și televiziune din Hessa, Germania cu sediul în orașul Frankfurt pe Main. hr este membru ARD. hr a luat naștere în anul 1948.